# Kiel (schip)

De kiel zet de schuine kracht om in een dwarskracht en een voorwaartse kracht

Extra stabiliteit

De kiel is een belangrijk onderdeel van het constructieve langsverband van een schip. Hij vormt als het ware de ruggengraat van de scheepsromp. De ribben (spanten) zijn overdwars op de kiel bevestigd.
Bij zeilschepen steekt de kiel vaak onder de scheepsbodem uit. Een kiel die onder de scheepsbodem uitsteekt vergroot het lateraal oppervlak van het zeilschip, zodat het schip meer weerstand biedt tegen verlijeren. Naarmate een zeilschip minder neiging heeft om te verlijeren kan het scherper aan de wind varen. Dat betekent dat het dan beter schuin tegen de wind in kan varen.
Een ophaalbare kiel wordt een zwaard genoemd. Zeilschepen die geen uitstekende kiel of zwaard hebben, zoals veel schepen van de bruine vloot, hebben vaak twee zijzwaarden die in hoogte verstelbaar aan de gangboorden hangen.
Een andere vorm van stabiliteitsverhoging zijn kimkielen. Dit zijn lange, uitstekende vlakken aan de kimmen (de sterke buiging in de scheepsromp), in de lengterichting van de romp. De breedte van een kimkiel is vaak zodanig dat het schip, net als een platbodem, vlak komt te liggen bij droogvallen.
De kiel kan van onderen worden verzwaard, waardoor het zwaartepunt van het schip omlaag gaat. Hierdoor neemt de stabiliteit toe: het schip wordt minder snel schuin opzij gedrukt door de windkracht in de zeilen.
Een kiel kan veel verschillende vormen hebben en uit verschillend materiaal bestaan. Bij de meeste boten is het een dikke plank die onder het schip bevestigd is. Bij veel jachten is sprake van een vinkiel met onderaan een bulb, die van lood of gietijzer is. Bij veel grote en traditionele zeilschepen is slechts sprake van een kielbalk: een dikke houten balk die door zijn lengte functioneel is. Sommige competitiejachten, zoals de Volvo Ocean 65, bezitten een zogenoemde kantel- of zwenkkiel. Dit is een vinkiel die aan een scharnier in de scheepsbodem hangt. Deze kan opzij gekanteld worden om het effect van het ballastgewicht te versterken. 
Bij de bouw van een houten schip wordt eerst de kiel gelegd. De kiel is dan ook te vergelijken met het fundament van een gebouw. Vandaar dat de uitdrukking een kiel leggen de betekenis heeft: ergens een begin mee maken.